# Émile Blémont
Léon-Émile Petitdidier, dit Émile Blémont, né le 17 juillet 1839 à Paris et mort le 1er février 1927 à Paris 9e, est un poète et auteur dramatique français.

## Biographie
Poète prolifique et dramaturge occasionnel, il se lie d'amitié avec Victor Hugo et les poètes parnassiens ou symbolistes. Arthur Rimbaud lui offre le manuscrit de son célèbre sonnet Voyelles, conservé au Musée Rimbaud. En avril 1872, il fonde La Renaissance littéraire et artistique, où il publie notamment Voyelles et la première traduction en français des Leaves of Grass de Walt Whitman.
Il crée et dirige La Tradition, La Revue du Nord, Le Monde poétique et Le Penseur (1901). Il participe à la naissance de la Société des poètes français et fonde la Maison de poésie.

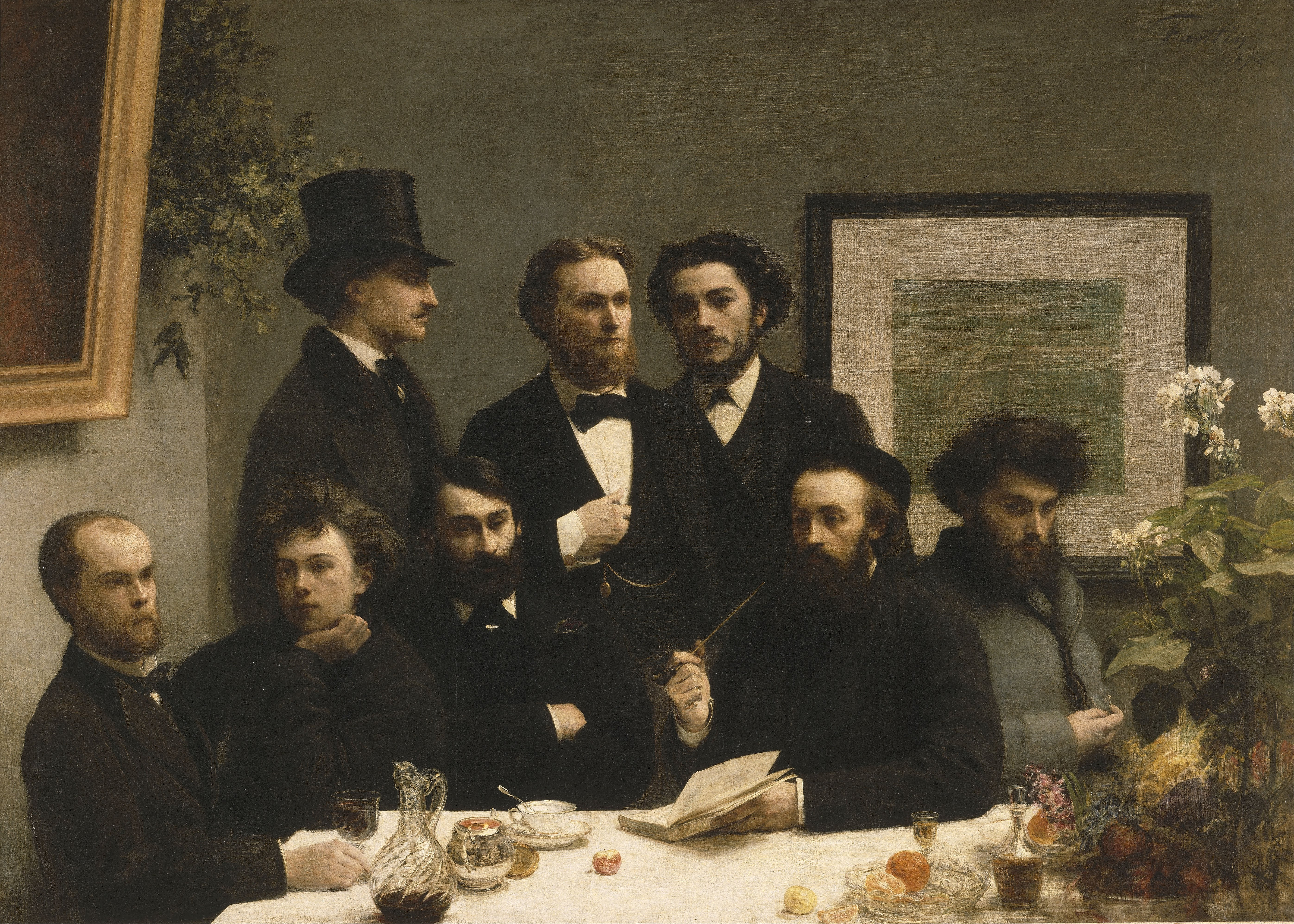
Un coin de table par Fantin-Latour, 1872. Musée d'Orsay.

On l'aperçoit dans le portrait de groupe réalisé par Fantin-Latour en 1872, Un coin de table. Il se tient au centre des trois personnes debout, entre Elzéar Bonnier et Jean Aicard. Il acquiert ce tableau, qu'il offre au Louvre en 1910.
Il est inhumé au cimetière du Père-Lachaise (11e division),.

## Principales publications
- Contes et féerie. Lota. Le Basilic Salernitain. Scènes d'amour. Tremblès (1866)
- Poèmes d'Italie (1870)
- Portraits sans modèles (1879)
- La Prise de la Bastille, 14 juillet 1789 (1879)
- Le Jardin enchanté (1882)
- Pour la statue de Victor Hugo (1882)
- Poèmes de Chine (1887) Texte en ligne
- Le Livre d'or de Victor Hugo par l'élite des artistes et des écrivains contemporains, direction de Émile Blémont (1883) Texte en ligne
- Wattignies, 15 et 16 octobre 1793 (1888)
- Esthétique de la tradition (1890)
- Les Pommiers en fleur, idylles de France et de Normandie, poésies (1891) Texte en ligne
- La Belle Aventure. Vers d'amourettes et vers d'amour. Au gré du rêve. Ciel de France (1895)
- Alphabet symbolique, illustrations par Auguste Hiolle (1895)
- Le Seigneur de Saint-Clair, illustrations de Joseph-Emmanuel Van Driesten, éd. A. Gautherin (1895).
- Théâtre moliéresque et cornélien, avec une étude et une lettre sur Molière par Jules Claretie (1898)
- En mémoire d'un enfant (1899)
- Les Gueux d'Afrique (1900)
- À quoi tient l'amour. Contes de France et d'Amérique (1903) Texte en ligne
- Beautés étrangères (1904) Texte en ligne
- Le Génie du peuple (1905)
- L'Âme étoilée, poésies (1906)
- Artistes et penseurs (1907)
- Théâtre légendaire (1908)
- Les Beaux Rêves (1909) Texte en ligne
- La Grande Patrie, poésies (1919)
- Gloires de France (1924)

### Théâtre
- Molière à Auteuil, comédie en 1 acte, en vers, avec Léon Valade, Paris, théâtre de l'Odéon, 15 janvier 1876
- Le Barbier de Pézenas, comédie en 1 acte, en vers, avec Léon Valade, Paris, théâtre de l'Odéon, 15 janvier 1877
- Roger de Naples, drame en 5 actes, en vers, 1888
- Le Chant du siècle, à propos en 1 acte, en vers, Paris, Comédie-Française, 6 mai 1889
- Les Ciseaux, comédie en 1 acte en vers libres, avec Jules Truffier, 1896
- La Soubrette de Molière, à-propos en vers, théâtre de l'Odéon, 15 janvier 1897
- Au Bât d'argent, comédie en 1 acte en vers, 1897
- Molière en bonne fortune, comédie en 1 acte en vers, 1897
- Mariage pour rire, comédie en 1 acte en vers, 1898
- Les Litanies de Victor Hugo, poème dramatique, Paris, théâtre de l'Odéon, 25 février 1902 Texte en ligne
- La Fête des roses, comédie historique en 1 acte, avec Jules Truffier, Arras, Théâtre, 18 juin 1904
- Chez Phidias, poème dramatique, École française d'Athènes, 9 avril 1905
- La Raison du moins fort, comédie en 1 acte en vers, avec Léon Valade, Paris, Théâtre-Français, 9 octobre 1907
- Les Jours d'audace, drame en 5 actes et 8 tableaux, 1910
- Hommage à la Muse du travail, poème dramatique, Paris, Amphithéâtre de la Sorbonne, 18 mai 1913

### Traductions
- Edgar Poe : Les Cloches (1876) Texte en ligne
- Mark Twain : Esquisses américaines. Histoire du méchant petit garçon qui ne fut jamais puni. La célèbre grenouille sauteuse de Calaveras. Le journalisme dans le Tennessee. La petite femme vive du juge. Comment je devins une fois directeur d'une feuille rurale. Pour guérir un rhume. Avis aux bonnes petites filles. Concernant les femmes de chambre. L'infortuné jeune homme d'Aurélie (1881)
- Laurence Sterne : Voyage sentimental en France et en Italie (1884)

### Étude
Mathilde Martineau, Bonjour, Monsieur Blémont, Le mystérieux invité du Coin de table et la bohème artistique et littéraire des années 1870, La Maison de Poésie, 1998.
Ernest Raynaud, "Emile Blémont", En marge de La Mêlée Symboliste, Mercure de France, 1936, p. 169-177.

## Hommages

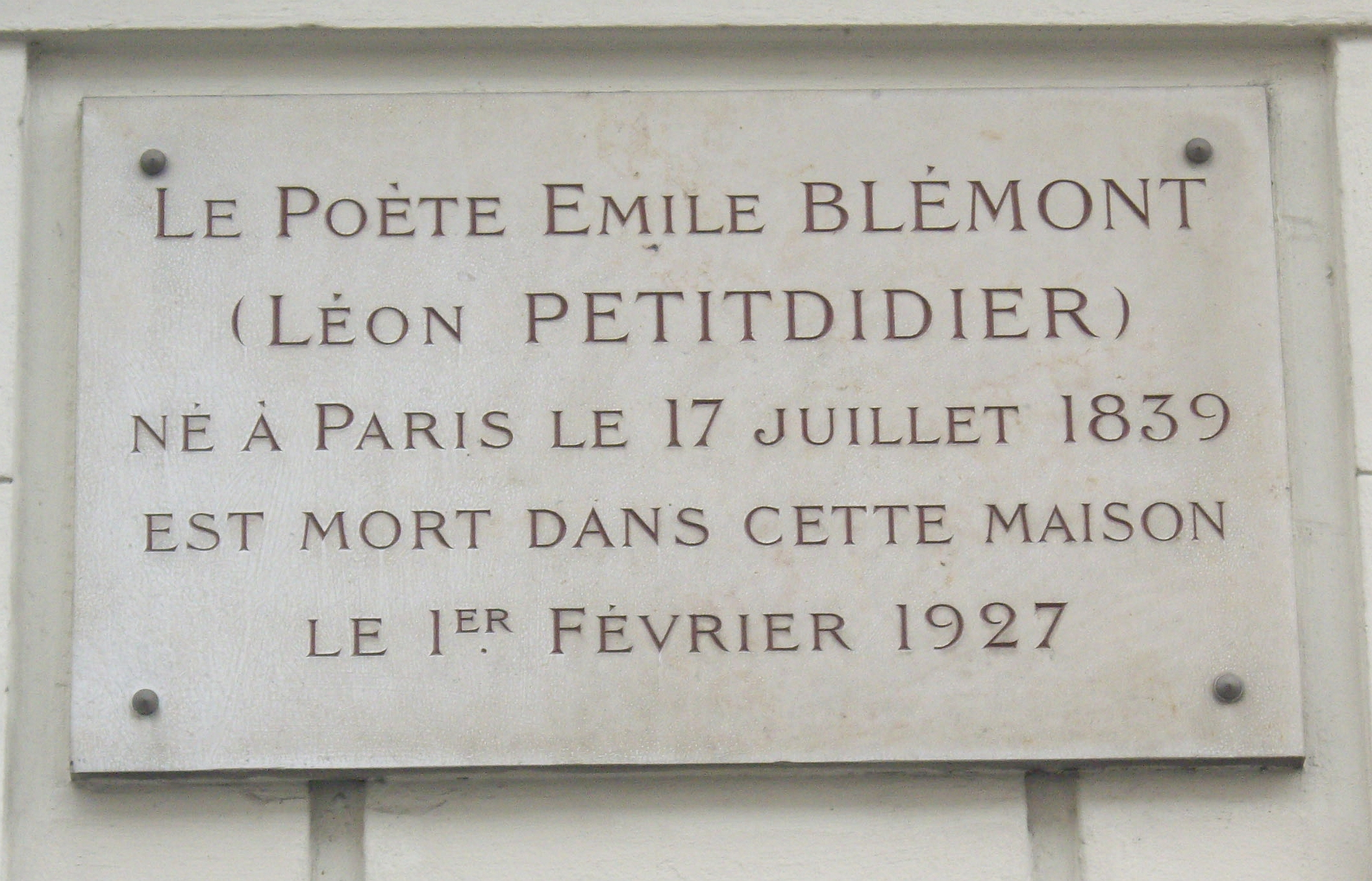
Plaque commémorative sur le dernier domicile parisien d'Émile Blémont au no 11 bis de la rue Ballu.

Une rue du 18e arrondissement de Paris porte son nom.